# Lévay Jenő
Lévay Jenő (Budapest, 1954. március 5. –) Munkácsy Mihály-díjas magyar képzőművész, grafikus.

## Élete
Diplomáját az egri Tanárképző Főiskolán (ma Eszterházy Károly Főiskola) szerezte 1978-ban. Ugyanitt, az Eszterházy Károly Főiskolán 2009-ben, tanári mesterképzési szakon diplomázott.
1981-től évente egy-két alkalommal rendszeresen jelentkezik egyéni kiállításokkal, részt vesz a jelentősebb hazai és külföldi csoportos bemutatkozásokon, biennálékon, triennálékon (pl. Miskolc, Győr, Maastrich, Krakkó). A Xertox csoporttal a kilencvenes évek közepéig több mint 100 alkalommal szerepeltek – Dolgos meditációk című sorozatukkal – Magyarországon, valamint Párizsban, Brüsszelben és Bergamóban. Munkáik Tokiótól New Yorkig számos kiállításra eljutottak. Munkái vannak több közgyűjteményben (Magyar Nemzeti Galéria, Budapesti Történeti Múzeum, Művelődési Minisztérium, Miskolci Galéria, Herman Ottó Múzeum, Xantus János Múzeum, Békés Megyei Könyvtár, Fiatal Képzőművészek Stúdiója, Országos Grafikai Műhely Vác, MissionArt Galéria, Természettudományi Múzeum).
1981-től rendszeresen foglalkozik a különböző irodai és ipari másoló berendezések, gyártási folyamatok, eljárások képzőművészeti alkalmazásának lehetőségeivel. Lévay Jenő képzőművészeti munkásságában az egyedi rajz és a sokszorosító grafika eljárásai egyformán hangsúlyt kapnak. Mindkét irányra jellemző a megtervezett helyzetek, folyamatok létrehozása, a grafika térben és időben való kiterjesztése.
Kezdeményezésére 1994-ben létrejött a Váltótér Alapítvány, melynek célja az 1927 és 1963 között működő Dunai Függőkötélpálya fennmaradt uszályrakodó esztergomi épületének képzőművészeti hasznosítása. A Duna medrében elszigetelten, okafogyottan álló ipari műemlék épületet Lévay Jenő egy képzeletbeli kulturális tőzsdepalotává lényegítette át. A Gondolatrészvény – jegyzés címmel elindított rendezvénysorozat egy éve alatt 40 alkalommal 27 különböző helyszínen mutatkozott be.

## Fontosabb művei
- Kívánság sírjai (1984)
- Érintések (1986)
- Fénytölcsérek (1989)
- Meander (1991)
- Megölelt föld (1992)
- Strandfesztivál (1992)
- Házavatás (1993)
- Páternoszter (1993)
- Váltótér (1994)
- Egyszer használatos homokórák (1995)
- Időmérő (1995)
- Harmonogramok (1996)
- Ígéretvásár (1996)
- Megszemélyesített gondolatok (1996)
- Repülőhíd terv (1997)
- Dobajgó ceruzák (1997)
- Lélekvessző (1998)
- Szomszéd fények szőttesében (1998)
- Kézről kézre adott mozdulatok (1998)
- Hidrofile (2000)
- Tömegszerencse (2005)
- Galathea fürdői emlék (2009)
- Sóhaj-létrák (2010)

## Fontosabb díjak
- 1992 Nemzetközi Művésztelep, Győr, alkotói díj
- 1993 XVII. Országos grafikai biennále – Borsod-Abaúj-Zemplén Megye Önkormányzata díja
- 1994 Miskolci Téli Tárlat – Salgótarján Önkormányzata díja
- 1995 Különleges időmérő eszközök, Iparművészeti Múzeum
- 1996 XVIII. Országos grafikai biennále – Nagydíj
- 1997 VÁLTÓTÉR ( Transfer Point ) HOUSE OF COLLABORATION Sinken Chiku Residential Design Competition – 3. díj
- 1998 IX. Országos Rajzbiennále, Nagydíj
- 1999 Munkácsy Mihály-díj
- 2000 Hungart ösztöndíj
- 2000 Római Magyar Akadémia ösztöndíja
- 2002 XXI. Nemzeti és Nemzetközi Grafikai Biennále – Kovács Tamás-díj
- 2006 XXII. Nemzeti és Nemzetközi Grafikai Biennále – Operafesztivál Kht. Díja
- 2008 Camera obscura – Kortárs sötétszobák II. díj

## Fontosabb kiállítások
- 1982 Fiatal Művészek Klubja, Budapest
- 1987 Stúdió Galéria, Budapest
- 1989 Zichy-kastély, Óbuda, Budapest
- 1991 Tűzoltó 72., Budapest
- 1992 Budapest Galéria, Budapest
- 1993 Miskolci Egyetem, Miskolc
- 1995 Duna Múzeum, Esztergom
- 1998
  - Balassi Könyvesbolt, Budapest
  - Bárka Színház, Budapest
  - Közelítés Galéria, Pécs
- 1999 OSZK, Budapest
- 2000 
  - MissionArt Galéria, Budapest
  - Római Magyar Akadémia könyvtára, Róma
  - Tölgyfa Galéria, Budapest
  - Budapest, Goethe Intézet
  - Miskolc, Miskolci Galéria
- 2003 Collegium Hungaricum, Berlin
- 2004 Táltos Klub, Budapest
  - Intro Fesztivál, Budapest
  - Techno-D Kortárs Művészeti Intézet, Dunaújváros
  - Újlipótvárosi Klub-Galéria, Budapest
- 2006 N&n Galéria, Budapest
- 2007 Zikkurat Galéria, Budapest
- 2008 Erzsébetvárosi Közösségi Ház, Budapest
- 2010 
  - Donumenta, Regensburg
  - Kis Zsinagóga Galéria, Eger
- 2014 Műcsarnok, Budapest

## Társasági tagság
- Folyamat Társaság

## Bibliográfia
- Bakonyvári Ágnes: Vakírás – Lévay Jenő grafikusművész kiállítása, Művészet 1987/9.
- Kishonthy Zsolt: Belső tájak. Lévay Jenőről, Holnap 1992/4.
- Bán András: Arc+kép, Magyar Lettre 1994/tavasz
- Hajdú István: A művészet zordon helyei – Megkérdeztük Lévay Jenőt a Váltótér Alapítványról, Beszélő 1994. június 23.
- Gerlóczy Ferenc: Szemben az árfolyammal – Egy művészeti tőzsde terve, HVG 1994. július 16.
- Lévay Jenő: Váltótér, Galéria egy metafora felett, Balkon 1994/7-8.
- Lévay Jenő: Szigettőzsde, Magyar Narancs 1994. október 20.
- Ferenc Gerlóczy: Une Bourse de l’ art pour l’ art, Courier International, 1994. november 30.
- Láng Zsuzsa: Szellemi szabadkikötő, Népszabadság 1994. december 3.
- Claude Kovac: Ile d’ art sur le Danube, Libération, 1995. április 25.
- Beke László-Dárdai Zsuzsa: Budapest Art Expo, Élet és Irodalom 1995. április 28.
- Lévay Jenő: 189. Gondolatrészvény "maszkok", Élet és Irodalom 1995. június 23.
- Láng Zsuzsa: Dafke a Dunán, 168 ÓRA 1995. július 11.
- Tímár Katalin: A látogató mozgása – Az időmérés rövid története, Magyar Narancs 1995. augusztus 10.
- Emmanuelle Richard: Keeping art above water, Budapest Week 1995. szeptember 14.
- Beke László – Bak Imre: Új funkciót teremteni a művészetnek, Balkon 1995/9.
- Lévay Jenő: Megszemélyesített gondolatok, Mozgó Világ 1995/12.
- Lévay Jenő: Válogatás a 8. Gondolat-részvény jegyzés dokumentumaiból, Árnyékkötők – co – media No. 15. 1995.
- Sinkovits Péter – Beke László: Szponzor mint ready-made, Új Művészet 1996/1.
- Lévay Jenő: Egyszer használatos homokórák, Cigányfúró 1996. április
- Lévay Jenő: Művész-részvét, Symposion 1996. április
- Lévay Jenő – Mújdricza Péter: Váltótér vagy nihilkatedrális? Magyar Építőművészet 1996. április
- Kotányi Attila: de-kon-struk-ció-dis-kusszió, Balkon 1996/5.
- Zwickl András: Gedankenaktien auf Inselbörse, Neue Bildende Kunst 1996/5.
- P. Szabó Ernő: Komputergrafika örökmozgóval, Magyar Nemzet 1996. július 2.
- P. Szabó Ernő: Nyomatok, múlt és jövő között, Új Művészet 1996/11.
- P. Szabó Ernő: Nyomatok fahasábokkal és örökmozgóval, Magyar Szemle 1996/11.
- Lévay Jenő : 69. zsoltár (69.12) Diaszpóra (és) Művészet (katalógus) 1997/3.
- Kotányi Attila: Lévay Jenő kiállítására, Balkon 1997/7-9.
- Jacques Herzog: House of Collaboration Judge’s comments, The Japan Architect 1997
- Jacques Herzog: House of Collaboration Judge’s comments, Új Magyar Építőművészet 1998/1.
- Lévay Jenő: Idő mérő – I.. és VII. Árnyékkötők-co-media No. 21-22. 1998
- Lévay Jenő: Paternoster II. * WSPÓLCZESNA GRAFIKA WEGIERSKA (katalógus) 1998. április 28.
- Lévay Jenő: Megszemélyesített gondolatok, XIX. Országos grafikai biennále Miskolc (katalógus) 1998. május 30.
- Lévay Jenő: Idő mérő – VI. BEL TEMPO Inter/Media/Arte/ Ungheria (katalógus) 1998. október 10.
- Lévay Jenő * Váltótér * DISPLACE (katalógus) * 1999 április 16.
- Klobusovszki Péter – Páldi Lívia: Displace, Balkon, 1999/5.
- Szücs György: Hidrofile, Új Művészet, 2000/8.
- Lévay Jenő – Gerendi Jenő: VÁLTÓTÉR – képek a Dunai Kötélpálya uszályrakodó épületéről, Dorog Város Önkormányzata, 2000. szeptember
- Radnóti Sándor: A műtárgy, Élet és Irodalom 2000.10.23.
- Gábor György: Ember a toronyban, Balkon 2000/12
- Lóska Lajos: Gép alkotta képek. Lévay Jenő művészete, Új Művészet 2001/7
- Lévay Jenő: Hajtogatott kép (katalógus), Miskolc 2002
- Nagy T. Katalin: Tömegszerencse (leporello) N&n Galéria Budapest, 2006
- Nagy T. Katalin: Tömegszerencse Lévay Jenő fotómontázs sorozata, Balkon 2006/1
- Nagy T. Katalin: Sátor és létra, Új Művészet 2010/8
- P. Szabó Ernő: Panno – panorámák, Új Művészet 2010/9